# Ialomița

Ialomița är en 225 km lång vänsterbiflod från väst till nedre Donau i Rumänien. Den upprinner i Transsylvanska alperna vid Predealpasset cirka 40 km söder om Brașov. Floden flyter först i sydlig riktning, men vänder vid Târgoviște, där den kommer ned på valakiska lågslätten, åt sydöst, sedermera åt öst, varunder den från väst upptager floden Prahova, och faller ut något nedanför Hirșova. Vattenområdet är 12 790 km².